# 土方武
土方 武（ひじかた たけし、1915年（大正4年）3月18日 - 2008年（平成20年）10月15日）は日本の実業家、元住友化学工業社長・会長。元日本たばこ産業会長。元経済団体連合会副会長。岐阜県岐阜市出身。

## 略歴
- 1915年（大正4年） - 菊三郎の二男として生まれる。
- 愛知一中55回生。
- 1937年（昭和12年） - 東京帝国大学農学部農業経済学科を卒業、農林省へ入省するも、文系の方が昇進が早かったため、2年で退官し、同大学経済学部に再入学する[1]。
- 1941年（昭和16年） - 同大学経済学部経済学科を卒業、住友化学工業へ入社。企画部長、東京支社長等を歴任。
- 1971年（昭和46年） - 同社代表取締役に就任。
- 1973年（昭和48年） - 同社代表取締役常務に就任。
- 1977年（昭和52年） - 同社代表取締役副社長に就任。同年中に代表取締役社長に就任する。
- 1985年（昭和60年） - 同社代表取締役会長に就任。
- 1986年（昭和61年） - 経済団体連合会副会長に就任、税制委員長として消費税導入に尽力した[2]。
- 1992年（平成4年） - 日本たばこ産業代表取締役会長に就任。
- 1993年（平成5年） - 住友化学工業代表取締役相談役に就任。
- 2000年（平成12年） - 日本たばこ産業代表取締役相談役に就任。
- 2008年（平成20年）10月15日 - 急性腎不全のため、東京都世田谷区の病院で死去、93歳[3]。
- その他、新化学発展協会・ファインセラミックスセンター各会長、住友製薬社長、製鉄化学工業・富士石油各取締役、日本化学工業協会相談役、関西経済連合会常任理事などを務めた。

## 受章・受賞
- 1980年（昭和55年） - 藍綬褒章受章。
- 1987年（昭和62年） - 勲一等瑞宝章受章。

## 参考
- 交詢社 第69版 『日本紳士録』 1986年